# Quikscript

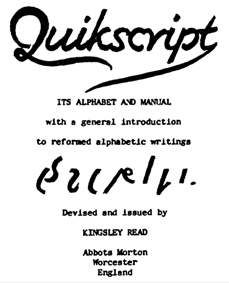
Vordere Umschlagseite des Quikscript-Lehrbuches. Quikscript-Text: “This is the way to do it.”

Quikscript, auch Quickscript geschrieben und auch als Read Alphabet und Second Shaw bezeichnet, ist ein phonetisches Alphabet für die englische Sprache; die Schreibweisen der englischen Wörter richten sich konsequent nach der eigentlichen Aussprache. Quikscript wurde von Ronald Kingsley Read (1887–1975) entwickelt und wahrscheinlich 1966 erstmals veröffentlicht. Es handelt sich um eine Überarbeitung des Shaw-Alphabets, das ebenfalls von Kingsley Read entwickelt wurde. Da Read Unzulänglichkeiten in seinem früheren System sah, entschloss er sich für eine Revision des Muttersystems und schuf einen Großteil der Zeichen neu; mindestens die Hälfte der Buchstabenformen des Shaw-Alphabets hat Read in Quikscript völlig umgestaltet.
2013 wurde das gesamte Neue Testament in Quikscript veröffentlicht. 

## Systembeschreibung

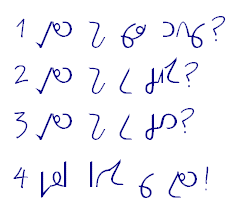
Satzbeispiele in Quikscript: 1. Where is my room? 2. Where is the beach? 3. Where is the bar? 4. Don't touch me there!

Quikscript besteht ohne die Ligaturen aus 25 Zeichen für Konsonanten und aus 15 Zeichen für Vokale. Alle Zeichen lassen sich in ein Vierliniensystem einfügen. Quikscript hat 18 Zeichen, die nur aus Mittellängen bestehen (einschließlich aller Selbstlaute). 11 Zeichen bestehen aus Mittel- und Oberlänge und 11 Zeichen aus Mittel- und Unterlänge. Es gibt keine Unterscheidung zwischen Groß- und Kleinschreibung. Personen- und Ortsnamen sowie andere Eigenname werden durch einen mittigen vorausgehenden Punkt gekennzeichnet, wenn die Deutlichkeit dies erfordert. Die Satzzeichen entsprechen der herkömmlichen Schreibung englischer Texte. Lediglich bei den Klammern werden wegen Verwechslungsgefahr mit einigen Quikscript-Zeichen statt runder Klammern eckige Klammern verwendet, wobei bei der vorderen Klammer der obere Querstrich und bei der hinteren Klammer der untere Querstrich entfällt.

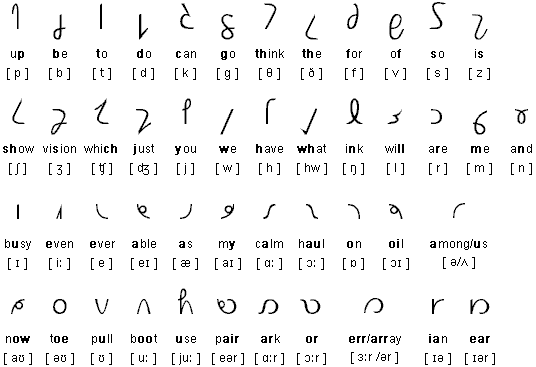
Quikscript-Alphabet mit Beispielwörtern und Übertragung der Zeichen in Lautschrift

Die Schrift ist in die Stufen Junior Quikscript und Senior Quikscript eingeteilt. Anfänger sollen mit dem Erlernen mit der Grundstufe Junior Quikscript beginnen. Darin werden die Buchstaben mit Ausnahme der Diphthonge unverbunden nebeneinander geschrieben.
In der Oberstufe Senior Quikscript werden Zeichen miteinander verbunden, soweit es graphisch ohne Abänderung der Zeichenformen möglich ist. Einige Buchstaben haben auch alternative Formen, die der Schreiber nach eigenem Belieben anwenden kann, um eine Verbindung bestimmter Buchstaben zu ermöglichen. Außerdem gibt es wie in den Stenografiesystemen kurze Zeichen für die am häufigsten vorkommenden Wörter und Nachsilben. So wird zum Beispiel für “and” das Zeichen für n, für “for” das Zeichen für f und für die Nachsilbe “-ed” bei stummem e das Zeichen für d verwendet.

## Heutige Verwendung
Quikscript hat weiterhin seine Anhänger und wird von ihnen bis heute veröffentlicht, was vor allem durch die Quikscript-Website geschieht. Im Jahre 2000 wurde die Read Alphabet group gegründet, die unter der heutigen Bezeichnung QuikScript group 415 Mitglieder hat (Stand: 28. Dezember 2023).

### Texte in Quikscript-Übertragung
- The Tower of Babel (Genesis 11:1–9)
- Henry David Thoreau: On the Duty of Civil Disobedience
- H. P. Lovecraft: The Call of Cthulhu